# Liste der kanadischen Botschafter im Iran
Die kanadische Botschaft befand sich in Teheran, der Hauptstadt des Iran.
| Ernannt       | Akkreditiert  | Name                          | Bemerkungen | Regierung von Kanada | Präsident des Irans         | Posten verlassen |
| ------------- | ------------- | ----------------------------- | --- | -------------------- | --------------------------- | ---------------- |
| 9. Jan. 1959  | 11. März 1959 | George Bernard Summers        | außerordentlicher Gesandter und Ministre plénipotentiaire                                                                                                   | John Diefenbaker     | Mohammad Reza Pahlavi       | 14. Feb. 1961    |
| 12. Jan. 1961 | 14. Feb. 1961 | George Bernard Summers        | Botschafter | John Diefenbaker     | Mohammad Reza Pahlavi       | 25. Juli 1962    |
| 29. Nov. 1962 | 26. Jan. 1963 | Thomas Paul Malone            | | John Diefenbaker     | Mohammad Reza Pahlavi       | 5. Mai 1965      |
| 26. Juli 1967 |               | Christopher Campbell Eberts   | | Lester Pearson       | Mohammad Reza Pahlavi       | 20. Dez. 1971    |
| 20. Dez. 1971 |               | Frederick Martyn Meech        | Geschäftsträger (* 4. September 1915 in Windsor) | Pierre Trudeau       | Mohammad Reza Pahlavi       | Sep. 1972        |
| 23. Mai 1972  |               | James George                  | | Pierre Trudeau       | Mohammad Reza Pahlavi       | 21. Sep. 1977    |
| 28. Juli 1977 | 8. Okt. 1977  | Kenneth Douglas Taylor        | | Pierre Trudeau       | Mohammad Reza Pahlavi       | 27. Jan. 1980    |
| 27. Jan. 1980 |               | Beziehungen unterbrochen      | Schutzmacht Neuseeland | Pierre Trudeau       | Abolhassan Banisadr         | Sep. 1988        |
| Sep. 1988     |               | Scott J. Mullin               | Geschäftsträger | Brian Mulroney       | Ali Chamene'i               | 1. Nov. 1990     |
| 1990          | 9. Jan. 1991  | Paul Stewart Dingledine       | | Brian Mulroney       | Akbar Hāschemi Rafsandschān |                  |
| 15. Dez. 1993 |               | Donald P. McLennan            | | Kim Campbell         | Akbar Hāschemi Rafsandschān |                  |
| 11. Sep. 1996 |               | Michel de Salaberry           | | Jean Chrétien        | Akbar Hāschemi Rafsandschān |                  |
| 11. Aug. 1999 |               | Terence William Thomas Colfer | | Jean Chrétien        | Mohammad Chātami            |                  |
| 20. Aug. 2001 |               | Philip MacKinnon              | | Jean Chrétien        | Mohammad Chātami            |                  |
| 22. Nov. 2004 | 26. März 2005 | Gordon E. Venner              | | Paul Martin          | Mohammad Chātami            |                  |
| 13. Apr. 2007 |               | John M. Mundy                 | | Stephen Harper       | Mahmud Ahmadinedschad       | 3. Dez. 2007     |
| 3. Dez. 2007  |               | James Carrick                 | Geschäftsträger Geologe, trat im Januar 1989 in den auswärtigen Dienst 1990 bis 1992 in Mexiko-Stadt beschäftigt, 2000–2004 in Neu-Delhi beschäftigt.       | Stephen Harper       | Mahmud Ahmadinedschad       | 7. Sep. 2012     |
| 7. Sep. 2012  |               | Beziehungen unterbrochen      | Botschaft in Teheran geschlossen. Der persische Botschafter in Toronto war zur Persona non grata erklärt worden und erhielt ein lesaiz passé für fünf Tage. | Stephen Harper       | Mahmud Ahmadinedschad       |                  |
| 17. Sep. 2012 |               |                               | Schutzmacht Italien | Stephen Harper       | Mahmud Ahmadinedschad       |                  |